# Conidiobolus adieretus
Conidiobolus adieretus är en svampart som beskrevs av Drechsler 1953. Conidiobolus adieretus ingår i släktet Conidiobolus och familjen Ancylistaceae.   Inga underarter finns listade i Catalogue of Life.